# Кузман Шапкарев
Кузман Шапкарев (болг. Кузман Шапкарев; 1 лютого 1834, Охрид — 18 березня 1909, Софія) — болгарський фолькорист, книговидавець, організатор болгарської освіти. За політичними поглядами - антиосманіст.

## Біографія
Народився 1 лютого 1834 в Охриді. Початкову освіту здобуває у своєму рідному місті. Працював учителем грецької та болгарської мови в Струзі (1856-1859), Охриді (1859-1860), Прилепі (1861-1865, 1872-1873), Кілкісі (1865-1872, 1881-1882), Бітоля (1873-1874).
У Солуні бере участь у заснуванні болгарської середньої школи.
Співпрацював з газетою «Македония», «Право», журналом «Читалище» та іншими періодичними виданнями. Важливу роль у роботі фольклориста є його знайомство з Дімітаром Міладіновим — у 1863 він одружився з його старшою дочкою Елізабет. Найбільшою його працею був збірник «Български народни умотворения», який містить 1300 пісень, 280 історій, опис народних звичаїв і одягу. Для навчальних цілей видає декілька навчальних посібників.
Помер 18 березня 1909 в Софії.

## Твори

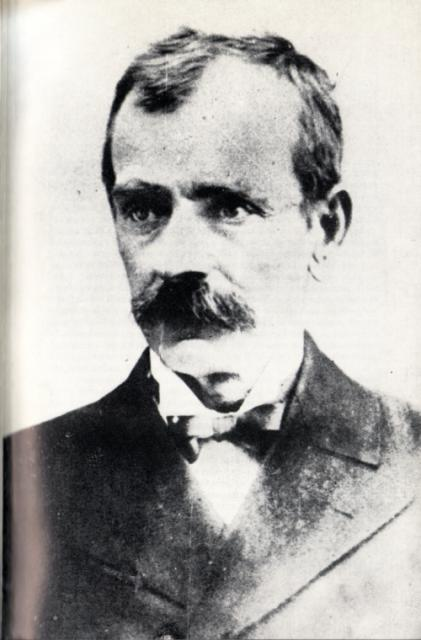
Кузман Шапкарев

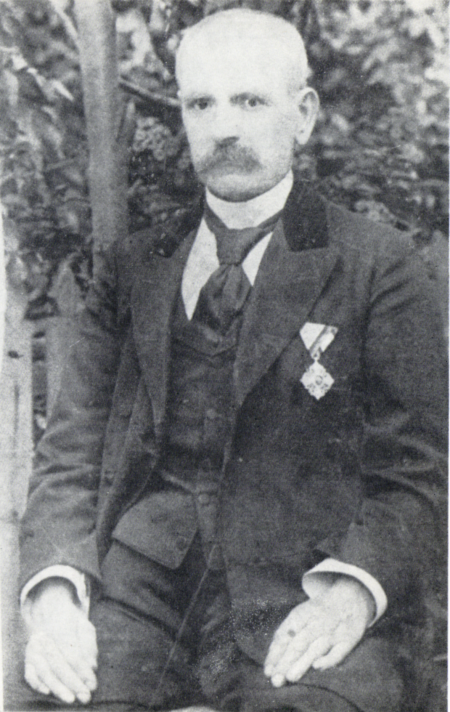
Останнє фото Шапкарев (1907)

- 1868 – «Българский буквар, част А, или Взаимоучителни таблици на наречие по-вразумително за македонските българи»
- 1868 — «Голяма българска читанка или втора чяст на българскийт буквар на наречие по-вразумително за македонските българи»
- 1868 — «Кратко землеописание за малички детца»
- 1868 — «Кратка священа повестница от ветхийт и новий завет»
- 1869 — «Наръчно св. благовествование или сбор от евангелските чтения»
- 1870 — «Наръчний св. посланичник или сбор от апостолските чтения»
- 1874 — «Майчин язик»
- 1884 — «Материали за животоописанието на братя Х. Миладинови, Димитрия и Константина. С прибавлнение нещо и за живота на Нака С. Станишев»
- 1884 — «Материали за историята на възражданието българщината в Македония от 1854 до 1884 г.»
- 1884 — «Руссаллии. Древен и твърде интересен българский обичай запазен и до днес в Южна Македония [Архівовано 15 вересня 2017 у Wayback Machine.]»
- 1885 — «Сборник от народни старини» (Книжка III. Български народни приказки)
- 2010 — «Кузман Шапкарев. Публицистика». Издание на Народно читалище «Кузман Шапкарев — 2009».

## Праці

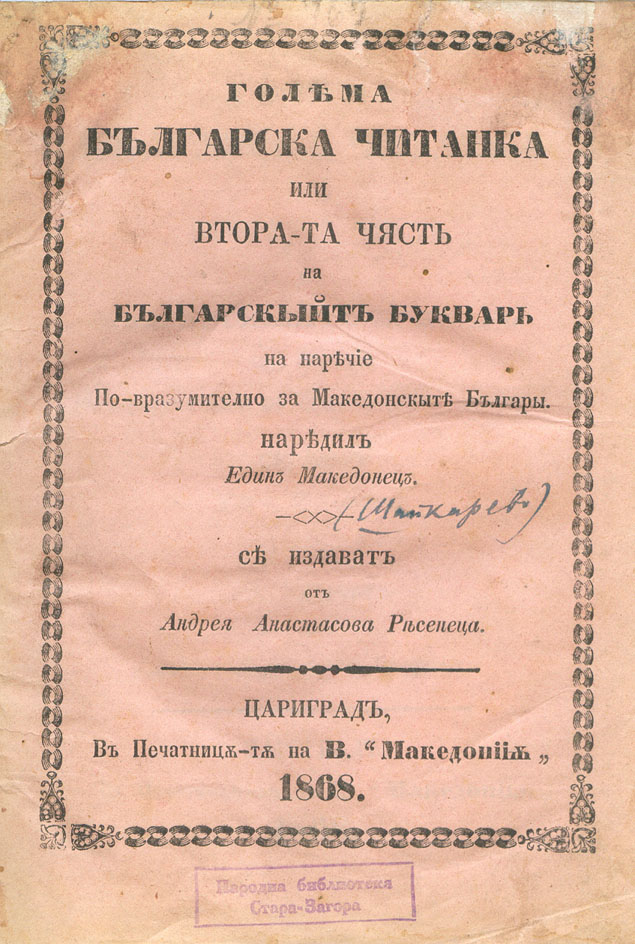
1868
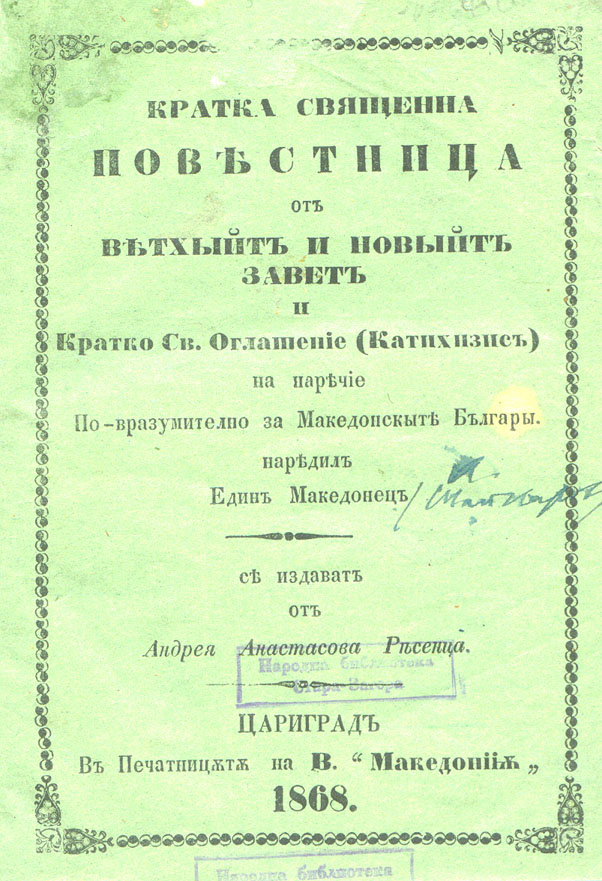
1868
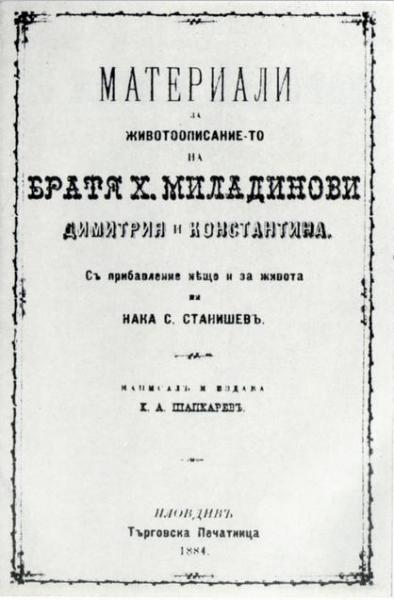
1884
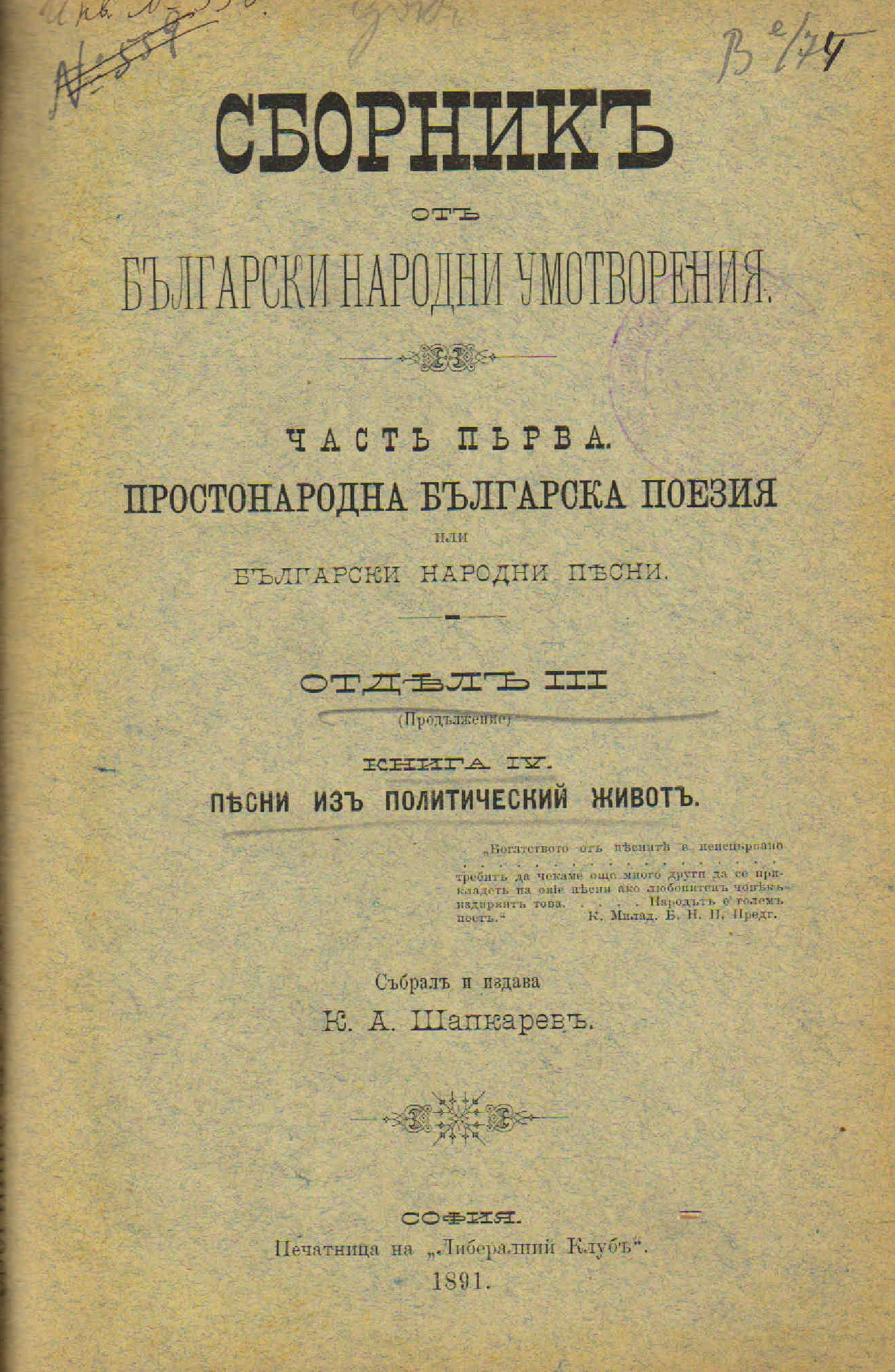
1891
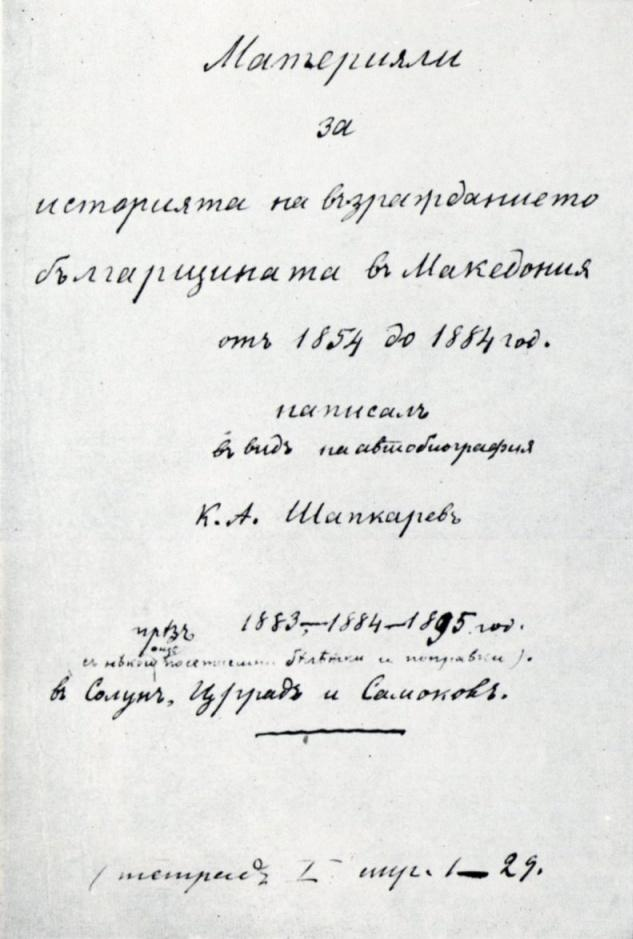
1891